# Óscar Cerda Becerra
Óscar Cerda Becerra; (* Llaima, 26 de abril de 1874 - † Santiago, 16 de mayo de 1960). Hijo de Carlos Cerda Sotomayor y María Teresa Becerra. Casado con Sara Novoa.  
Educado en el Colegio San Ignacio y en el Instituto Nacional. Luego ingresó a la Facultad de Medicina de la Universidad de Chile, donde se recibió de médico cirujano, el 18 de noviembre de 1899, con una tesis titulada "Contribución al Estudio Clínico de la Trinitrina".

## Actividades públicas
- Militante del Partido Radical, desde 1898.
- Médico cirujano del Hospital de Temuco (1901-1934).
- Miembro del Consejo de Higiene de Temuco (1902).
- Regidor de la Municipalidad de Temuco (1906-1909).
- Diputado por Temuco, Imperial y Llaima (1915-1918); integró la comisión permanente de Obras Públicas.
- Autoridad Sanitaria de la provincia de Cautín (1918-1925).
- Médico del Servicio de Carabineros de Temuco (1928).
- Médico internista del Policlínico de la Caja de Previsión y Beneficencia Pública de Santiago (1930).
- Jefe de Salubridad e Inspector de Sanidad de la Municipalidad de Santiago (1934-1935).

Jubiló en 1942, abandonando el servicio de salud de Temuco, retirándose a la vida política, colaborando en el comité provincial del Partido Radical. Formó parte del tribunal supremo del partido hasta la fecha de su fallecimiento.